# Hermínia Reuss de Greiz
Hermínia Reuss de Greiz (17 de Dezembro de 1887 – 7 de agosto de 1947) foi a segunda esposa do kaiser Guilherme II da Alemanha. Os dois casaram-se em 1922, quatro anos depois do imperador ter abdicado dos tronos da Alemanha e da Prússia.

## Primeiros anos
A princesa Hermínia era filha do príncipe Henrique XXII Reuss de Greiz e da princesa Ida de Schaumburg-Lippe, filha do príncipe Adolfo I de Schaumburg-Lippe. O seu pai era o governante do principado de Reuss na linhagem mais antiga, um território que, actualmente, está inserido na região da Turíngia, na Alemanha. Henrique XXII era um inimigo implacável do príncipe Bismarck. O irmão de Hermínia tornou-se mais tarde no príncipe Henrique XXIV Reuss de Greiz.

## Primeiro casamento
Hermínia casou-se a 7 de janeiro de 1907, em Greiz, com o príncipe João Jorge Luís Fernando Augusto de Schönaich-Carolath (11 de setembro de 1873 – 7 de abril de 1920). Juntos tiveram cinco filhos:
1. João de Schönaich-Carolath (3 de novembro de 1907 – 9 de agosto de 1943), casado com a baronesa Sibila de Zedlitz e Leipe; morreu em combate contra a Rússia durante a Segunda Guerra Mundial.
2. Jorge de Schönaich-Carolath (16 de março de 1909 – 1 de novembro de 1927), morreu aos dezoito anos de idade; sem descendência.
3. Hermínia de Schönaich-Carolath (9 de maio de 1910 –), casada com Hugo Herbert Hartung; sem descendência.
4. Fernando de Schönaich-Carolath (5 de abril de 1913 – 17 de outubro de 1973), casado primeiro com Rose Rauch; sem descendência. Casado depois com Margarida, baronesa de Seckendorff; sem descendência.
5. Henriqueta de Schönaich-Carolath (25 de novembro de 1918 – 16 de março de 1972), casada com o príncipe Carlos Francisco da Prússia; com descendência.

O seu primeiro marido morreu a 7 de Abril de 1920.

## Casamento com Guilherme II da Alemanha

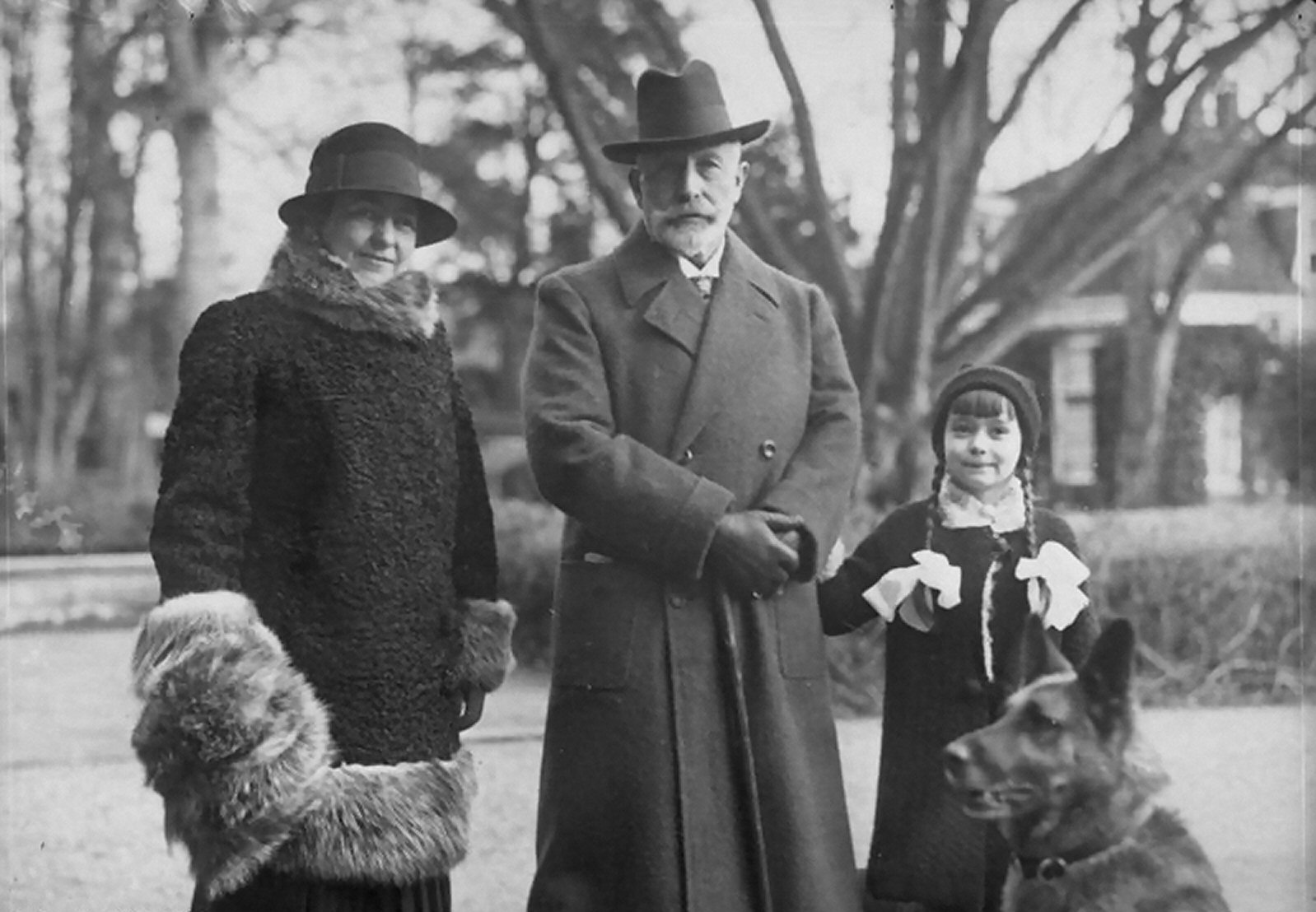
Hermínia, Guilherme e a filha mais nova dela, a princesa Henriqueta.

Em janeiro de 1920, um filho da princesa Hermínia enviou os parabéns ao antigo imperador da Alemanha, Guilherme, que depois convidou o rapaz e a mãe a visitar Doorn. Guilherme achou Hermínia muito atraente e gostou muito da sua companhia. Os dois tinham muito em comum, tendo ambos ficado viúvos recentemente: Hermínia há pouco mais de um ano e Guilherme nove meses antes.
Em inícios de 1922, Guilherme estava determinado a casar com Hermínia. Apesar dos protestos dos apoiantes monárquicos de Guilherme e dos seus filhos, Guilherme de sessenta e três anos e Hermínia de trinta e quatro casaram-se a 5 de Novembro de 1922 em Doorn. Segundo todos os testemunhos, os dois tiveram um casamento feliz. O primeiro marido de Hermínia também era catorze anos mais velho do que ela. Guilherme e a sua segunda esposa eram primos em quinto grau e partilhavam o rei Jorge II da Grã-Bretanha como antepassado.
Em 1927, Hermínia escreveu o livro "Uma Imperatriz no Exílio: Os Meus Dias em Doorn", uma memória da sua vida até essa altura. Hermínia foi uma companheira constante do imperador envelhecido até à sua morte em 1941. Não tiveram filhos.

## Últimos anos
A filha de Hermínia, Henriqueta, casou-se com o neto de Guilherme, o príncipe Carlos Francisco, filho do príncipe Joaquim, em 1940.
Após a morte de Guilherme em 1941, Hermínia regressou à Alemanha. Viveu na propriedade do seu primeiro marido na Silésia até 1945. Depois da Segunda Guerra Mundial, Hermínia esteve em prisão domiciliária em Frankfurt an der Oder, na zona soviética da Alemanha.
Morreu aos cinquenta e nove anos de idade, no Campo de Internamento de Paulinenhof, perto de Brandemburgo, em Agosto de 1947. Foi enterrada no Templo Antigo de Potsdam em Potsdam